# Alfonso IV d'Este
Alfonso IV d'Este (Modena, 2 februari 1634 — aldaar, 16 juli 1662) was hertog van Modena en Reggio vanaf 1658 tot aan zijn dood.
Hij was de oudste zoon van hertog Francesco I d'Este en diens eerste vrouw Maria Caterina Farnese. Alfonso werd hertog van Modena en Reggio na de dood van zijn vader in 1658.
Alfonso had een slechte gezondheid; hij leed aan tuberculose. Hij stierf op jonge leeftijd en regeerde toen pas vier jaar.
In 1659 kwam er een eind aan de oorlog die sinds 1635 had gewoed tussen Frankrijk en Spanje. Dankbaar voor de steun die Frankrijk kreeg van Modena, kreeg Alfonso de stad Correggio in handen.
Alfonso was getrouwd met Laura Martinozzi, een nicht van kardinaal Mazarin, het huwelijk moest de banden met Frankrijk nog meer verbeteren. Ze kregen drie kinderen:
- Francesco (1657-1658)
- Maria Beatrice d'Este (5 oktober 1658 - 7 mei 1718), werd door haar huwelijk met Jacobus II van Engeland, koningin van Engeland.
- Francesco (1660 - 6 september 1694), hij werd na de dood van zijn vader hertog van Modena en Reggio.